# Buud Yam
Buud Yam es una película del año 1997.

## Sinopsis
Una familia adoptó a Wend Kuuni después de encontrarle medio muerto en la selva cuando era niño. A pesar de que la gente del pueblo le ha aceptado, siguen tratándole como a un extranjero. Pero la vida familiar es apacible hasta que Poghnéré, su hermana adoptiva, cae gravemente enferma. Wend Kuuni sale entonces en busca de un curandero legendario para que salve a su hermana. Se marcha de su pueblo adoptivo y emprende un camino iniciático que le conducirá hasta sus propias raíces.

## Premios
- FESPACO 2007